# I riksdagen kallad
I riksdagen kallad är  den fras som används för den namnform som Sveriges riksdags talman begagnar vid tilltal av ledamöter, där ett orts- eller gårdsnamn tillfogas till personens namn för att undvika förväxling.

## Historik
Fram till  riksmötet 1976/77 betecknades ledamöterna i riksdagen med herr, fru eller fröken samt efternamn. Eftersom flera ledamöter kunde dela samma efternamn tillfogades ofta orts- eller gårdsnamn för att ge erforderlig särskiljning.
Sedan riksmötet 1977/1978 betecknas ledamöterna istället med både för- och efternamn, men vid behov av särskiljning tillfogas alltjämt ett orts- eller gårdsnamn. Kända exempel sedan 1977 är till exempel Göran Persson i Stjärnhov respektive Göran Persson i Simrishamn och Cecilia Wikström i Uppsala respektive Cecilia Wigström i Göteborg. För närvarande (2021) finns till exempel Jonas Andersson i Linköping och Jonas Andersson i Skellefteå.

### Eget övertagande av namnformen
I vissa fall har riksdagsmän efter en tid antagit riksdagens namnform som sitt eget namn. Ett exempel på detta är "Ernst Olsson i Staxäng" (1898–1967) som senare antog namnet Ernst Staxäng, ett annat är "Axel Pehrsson i Bramstorp" (1893–1954) som senare antog namnet Axel Pehrsson-Bramstorp.

### I riksdagstryck
Namnformen används i riksdagen, och återfinns därför i olika handlingar från riksdagens arbete, så kallade riksdagstryck. På senare tid har dessa digitaliserats och är tillgängliga via internet. I det vetenskapliga projektet Välfärdsstaten analyserad har nya metodologiska modeller använts, bland annat named-entity recognition (NER) för att lokalisera personnamn i texterna. Möjligheten hos namnformen "I Riksdagen kallad" att ge särskiljning har utnyttjats, samtidigt som svagheter i utformningen av det tryckta historiska materialet har identifierats.

### Exempel på dubbletter
Särskiljningen har inte alltid varit unik vid varje tidpunkt, och har i vart fall flera gånger återanvänts för nya ledamöter en senare tidsperiod. Nedan är en lista med några ledamöter som verkat under olika tidsperioder och haft likalydande beteckning "I riksdagen kallad":
| I riksdagen kallad      | Riksdagsledamot med detta tilltalsnamn | Annan ledamot med samma tilltalsnamn |
| ----------------------- | -------------------------------------- | ------------------------------------ |
| Almgren i Stockholm     | Oscar Almgren                          | Fredrik Almgren                      |
| Andersson i Kolstad     | Gustaf Andersson i Kolstad             | Gösta Andersson i Kolstad            |
| Andersson i Malmö       | Carl Andersson i Malmö                 | Ebon Andersson                       |
| Andersson i Stockholm   | Ebon Andersson                         | Sten Andersson                       |
| Beck-Friis i Harg       | Joachim Tawast Beck-Friis              | Carl Beck-Friis                      |
| Benedicks i Gysinge     | Gustaf Benedicks                       | Bernhard Benedicks                   |
| Berg i Stockholm        | John Berg                              | Oscar Berg                           |
| Berglund i Luleå        | Fredrik Berglund                       | Frida Berglund                       |
| Branting i Stockholm    | Hjalmar Branting                       | Georg Branting                       |
| Carlsson i Gävle        | Carl Carlsson i Gävle                  | Arne Carlsson                        |
| Lindhagen i Stockholm   | Carl Lindhagen                         | Albert Lindhagen                     |
| Nordström i Stockholm   | Theodor Nordström                      | Johan Jakob Nordström                |
| Nyström i Stockholm     | Martin Nyström                         | Carl Nyström                         |
| Rettig i Gävle          | Robert Rettig                          | John Rettig                          |
| Wijkander i Göteborg    | Theodor Wijkander                      | August Wijkander                     |
| von Schwerin i Skarhult | Werner von Schwerin                    | Jules von Schwerin                   |